# Siran (Hérault)
Siran (okzitanisch Sira) ist eine südfranzösische Gemeinde mit 751 Einwohnern (Stand 1. Januar 2022) in der Kulturlandschaft des Minervois im Département Hérault in der Region Okzitanien.

## Lage
Das Runddorf (Circulade) Siran liegt in einer Höhe von ca. 100 Metern ü. d. M. etwa 51 Kilometer (Fahrtstrecke) westlich von Béziers bzw. gut 35 Kilometer nordöstlich von Carcassonne. Bis nach Narbonne sind es knapp 40 Kilometer in südöstlicher Richtung. Das Gemeindegebiet gehört zum Regionalen Naturpark Haut-Languedoc. Der alte Katharerort Minerve ist ca. 13 Kilometer in nordöstlicher Richtung entfernt; auf dem Weg dorthin passiert man die ebenfalls sehenswerten Orte Cesseras und Azillanet.

## Bevölkerungsentwicklung
| Jahr      | 1962 | 1968 | 1975 | 1982 | 1990 | 1999 | 2008 | 2017 |
| Einwohner | 707  | 641  | 549  | 520  | 544  | 568  | 642  | 733  |

Noch im 19. Jahrhundert hatte der Ort zeitweise über 1000 Einwohner. Die Reblauskrise und die Mechanisierung der Landwirtschaft führten seitdem zu einem Bevölkerungsrückgang, der erst nach 1975 zum Stillstand kam.

## Wirtschaft
In früheren Zeiten lebten die Bewohner des Ortes als weitgehende Selbstversorger von der Landwirtschaft, wobei neben Getreide auch Wein angebaut wurde. Daneben betrieb man ein wenig Viehzucht (Schweine, Hühner etc.), aber auch Kleinhandel und Kleinhandwerk prägen den Ort seit Jahrhunderten. Siran gehört zum Weinbaugebiet Minervois, doch ist der Absatz von französischen Weinen seit den 1990er Jahren rückläufig. Seit den 1970er Jahren spielt auch der Tourismus eine gewisse Rolle im Wirtschaftsleben der Gemeinde.

## Geschichte
Der ehemals weitgehend runde Grundriss von Siran lässt eventuell auf eine in keltischer Zeit vorhandene Wehranlage (castrum) schließen; andererseits könnte der Ort auch als mittelalterliche Circulade gegründet worden sein. Unweit des ehemaligen Ortes Centheilles stand ein gallorömisches Landgut (villa rustica). Im 10. Jahrhundert unterstand der Ort zeitweise direkt der französischen Krone. Über Verwicklungen des Ortes in die Albigenserkreuzzüge (1209–1229) ist nichts bekannt; auch der Hundertjährige Krieg (1337–1453) scheint spurlos an Siran vorbeigegangen zu sein. Die Pfarrei unterstand bis zum 18. Februar 1318 dem Erzbistum Narbonne, von da an bis zum Beginn der Französischen Revolution dem kleinen Bistum Saint-Pons-de-Thomières, welches im Jahr 1801 aufgelöst wurde.

## Sehenswürdigkeiten

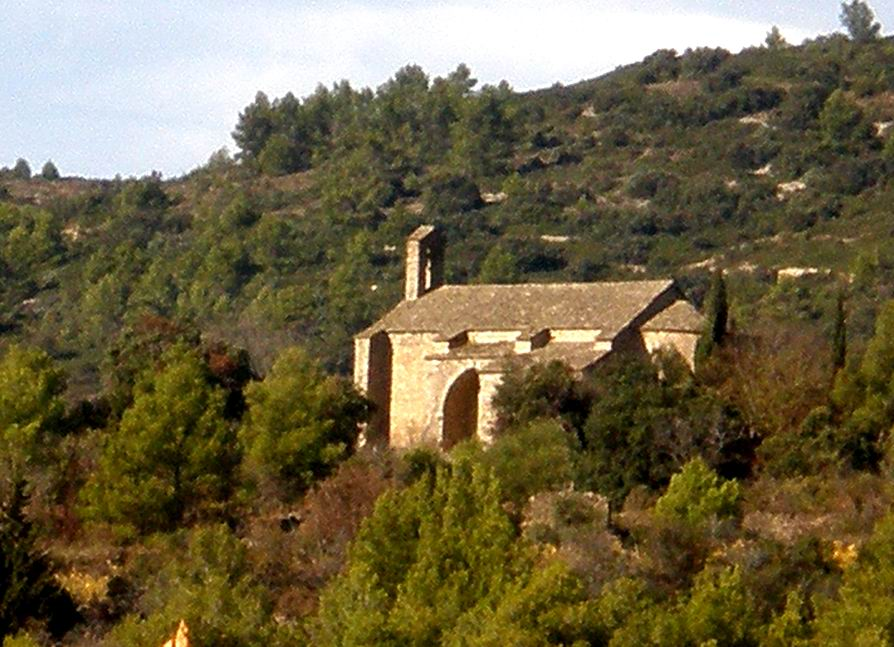
Chapelle de Centeilles

- Die spätgotische Kapelle Notre-Dame de Centeilles mit ihrem kleinen Glockengiebel stammt aus dem 14. und 15. Jahrhundert und liegt etwa drei Kilometer nördlich von Siran; sie war die Pfarrkirche des in den Jahren der Französischen Revolution endgültig verlassenen Ortes Centeilles. Der besondere Schatz der Kirche ist ein spätgotischer Freskenzyklus mit Szenen aus dem Neuen Testament im Innern: Wurzel Jesse, Verkündigung, Auferstehung etc.; auch Darstellungen des hl. Bruno und des Erzengels Michael sind zu sehen. Die Kirche ist seit dem Jahr 1954 als Monument historique[1] ausgewiesen. Unmittelbar südlich liegt der Dolmen von Centeilles.
- Die Pfarrkirche (Église Saint-Baudile) ist dem hl. Baudilius geweiht, einem im Süden Frankreichs, aber vor allem im Norden Spaniens recht populären Märtyrer des 4. Jahrhunderts. Die einschiffige gotische Kirche mit seitlichen Kapellenanbauten wurde in den Religionskriegen des 16. Jahrhunderts schwer beschädigt und nach dem vorläufigen Ende der Auseinandersetzungen im 17. Jahrhundert weitgehend neugebaut. Sie ist bereits seit dem Jahr 1925 als Monument historique[2] anerkannt.
- Das Château de Siran entstand im 16. Jahrhundert auf mittelalterlichen Grundmauern; es beherbergt heute ein Hotel mit Restaurant.
- Auf dem Gemeindegebiet von Siran befinden sich die meist nur spärlichen Überreste von 16 Dolmen und zwei Menhiren aus der Zeit der Megalithkulturen. Der vergleichsweise gut erhaltene Dolmen des Fados steht etwa zwei Kilometer östlich auf dem Gebiet der durchaus sehenswerten Nachbargemeinde Pépieux.